# 天国から来たチャンピオン
『天国から来たチャンピオン』（てんごくからきたチャンピオン、Heaven Can Wait）は、1978年のアメリカ合衆国のファンタジー映画。『幽霊紐育を歩く』（1941年制作、1946年日本公開）のリメイク作品である。原作はハリー・シーガルの舞台劇『Heaven Can Wait』。監督はウォーレン・ベイティとバック・ヘンリー、製作・主演はウォーレン・ベイティ。第51回アカデミー賞で9部門にノミネートされ、美術監督・装置賞を受賞している。
当初は、ボクシングを舞台にモハメド・アリ主演での制作を予定していたが、アリ側に断られたため舞台をアメリカンフットボールに変更し、ベイティが主演も兼ねて制作した。

## ストーリー
ロサンゼルス・ラムズの控えクォーターバックのジョー・ペンドルトンは、出場の決まったスーパーボウルを前に交通事故に遭って急死してしまう。自分の死に納得できないジョーが、天使長ジョーダンに抗議したところ、まだ50年もの寿命が残っており、担当天使のミスで50年早く天国に召されたことが分かった。ジョーは即刻地上に舞い戻ることになったが、ジョーの肉体は既に火葬された後だった。
ジョーのためにジョーダンが代わりの身体を探すが、フットボール選手に戻りたいジョーの注文はうるさい。何人かの候補を断った後に提案された大富豪レオ・ファーンズワースの遺体もジョーは断ろうとするが、ファーンズワースに公害問題で抗議に来た女性ベティに一目惚れしたジョーはしばらくの間という条件でファーンズワースの身体を借りることにする。しかしファーンズワースは妻ジュリアとその愛人でファーンズワースの秘書であるトニーに殺されたのだ。何故か生き返ったファーンズワースに驚いたジュリアとトニーはその後も何とかしてファーンズワースを殺そうとするがことごとく失敗する。一方、ファーンズワースになったジョーは猛勉強の末にベティの願いを聞き入れ、公害問題の解決のために工場建設計画を放棄する。これをきっかけにベティもジョーに惹かれて行く。
ジョーは親友のトレーナーであるマックスを呼び出し、ジョーしか知らない事実を話すことで、自分がジョーであることをマックスに信じさせると、スーパーボウル出場のために猛特訓を始める。そして、ラムズを買収して入団テストを受けることになる。はじめは金持ちの道楽としてジョーに対して敵対心をむき出しにしていたチームの選手らも、ジョーの実力を認め、ジョーはスーパーボウルに出場することになる。一方、ジョーとベティの仲は急速に深まるが、ジョーは担当天使からファーンズワースの身体を使えるのがあとわずかであることを知らされる。ジョーは生まれ変わってベティに再会することを示唆する言葉を告げる。そして、ジョーはジュリアとトニーによって射殺され、遺体は井戸に落ちる。ジョーはジョーダンと共に再び次の身体を探すことになる。
大富豪ファーンズワースが失踪したとして世の中は大騒ぎとなる。特にベティとマックスは警察に対して必死に捜査を依頼するが、担当刑事クリムの捜査は要領を得ない。そんな中、スーパーボウルのテレビ中継を観ていたジョーはラムズのクォーターバックであるトム・ジャレットが試合中に大怪我を負う様子を目にする。ジョーダンと共にスタジアムにやって来たジョーはトムがこのまま亡くなることを知り、トムに生まれ変わることを決める。トムになったジョーは試合で大活躍し、ラムズは勝利を収める。一方、ファーンズワースの屋敷ではファーンズワースの遺体が見つかったことから、仲違いしたジュリアとトニーの殺人が露呈する。
テレビ中継を観ていたマックスは、復活したトムがジョーであることに気付き、試合後のジョーのもとに駆けつけ、抱き合って喜ぶ。しかし、そこにジョーダンが現れ、ジョーがこれまでの記憶を失って完全にトムとして生きて行くことになると告げて姿を消す。ジョーは完全にトムとなり、マックスとのこれまでのことも忘れてしまう。状況を受け入れたマックスは1人、ジョーとの思い出に浸る。
スタジアムを後にしようとしたトムの前にベティがマックスを探しに現れる。初対面のはずの2人だったが、互いに惹かれ合うものを感じると、運命に導かれるように肩を並べてスタジアムを後にする。

## キャスト
| 役名                   | 俳優                       | 日本語吹替                            | 日本語吹替   |
| 役名                   | 俳優                       | テレビ朝日版                          | フジテレビ版 |
| ---------------------- | -------------------------- | ------------------------------------- | ------------ |
| ジョー                 | ウォーレン・ベイティ       | 野沢那智                              | 野沢那智     |
| ベティ                 | ジュリー・クリスティ       | 鈴木弘子                              | 小原乃梨子   |
| 天使長                 | ジェームズ・メイソン       | 中村正                                | 中村正       |
| マックス               | ジャック・ウォーデン       | 富田耕生                              | 富田耕生     |
| トニー                 | チャールズ・グローディン   | 羽佐間道夫                            | 安原義人     |
| ジュリア               | ダイアン・キャノン         | 小原乃梨子                            | 中村晃子     |
| 案内人                 | バック・ヘンリー           | 村越伊知郎                            |              |
| クリム警部補           | ヴィンセント・ガーディニア | 阪脩                                  |              |
| シスク                 | ジョゼフ・メイハー         | 上田敏也                              |              |
| ベントリー             | ハミルトン・キャンプ       | 小野丈夫                              |              |
| エバレット             | アーサー・マレット         | 石森達幸                              |              |
| コリンヌ               | ステファニー・ファラシー   |                                       |              |
| ラビニア               | ジニー・リネロ             |                                       |              |
| インタビュアー         | ディック・エンバーグ       | 津田英三                              |              |
| ヘッドコーチ           | ドルフ・スウィート         | 加藤正之                              |              |
| ゼネラル・マネージャー | R・G・アームストロング     | 村松康雄                              |              |
| 元オーナー             | ジョン・ランドルフ         |                                       |              |
| 記者                   | ロジャー・ボーウェン       | 岡部政明                              |              |
| オッペンハイム         | キーン・カーティス         | 藤本譲                                |              |
| テレビ解説者           | カート・ガウディ           | 作間功                                |              |
| 不明 その他            | N/A                        | 笹岡繁蔵 大塚芳忠 高橋なづき 滝沢博子 |              |
| 日本語版制作スタッフ   |                            |                                       |              |
| 演出                   | 演出                       | 小林守夫                              |              |
| 翻訳                   | 翻訳                       | 飯嶋永昭                              |              |
| 調整                   | 調整                       | 前田仁信                              |              |
| 効果                   | 効果                       | 遠藤堯雄 桜井俊哉                     |              |
| 選曲                   | 選曲                       | 東上別符精                            |              |
| 制作                   | 制作                       | 東北新社                              |              |

- テレビ朝日版：初回放送1983年7月31日『日曜洋画劇場』
- フジテレビ版：初回放送1988年1月3日 他

## 映画賞受賞・ノミネート
| 映画祭・賞           | 部門                                    | 候補                                                           | 結果       |
| -------------------- | --------------------------------------- | -------------------------------------------------------------- | ---------- |
| アカデミー賞         | 作品賞                                  |                                                                | ノミネート |
| アカデミー賞         | 監督賞                                  | ウォーレン・ベイティ バック・ヘンリー                          | ノミネート |
| アカデミー賞         | 主演男優賞                              | ウォーレン・ビーティ                                           | ノミネート |
| アカデミー賞         | 助演男優賞                              | ジャック・ウォーデン                                           | ノミネート |
| アカデミー賞         | 助演女優賞                              | ダイアン・キャノン                                             | ノミネート |
| アカデミー賞         | 脚色賞                                  | ウォーレン・ベイティ エレイン・メイ                            | ノミネート |
| アカデミー賞         | 撮影賞                                  | ウィリアム・A・フレイカー                                      | ノミネート |
| アカデミー賞         | 美術賞                                  | ポール・シルバート エドウィン・オノドヴァン ジョージ・ゲインズ | 受賞       |
| アカデミー賞         | 作曲賞                                  | デイヴ・グルーシン                                             | ノミネート |
| ゴールデングローブ賞 | 作品賞 (ミュージカル・コメディ部門)     |                                                                | 受賞       |
| ゴールデングローブ賞 | 主演男優賞 (ミュージカル・コメディ部門) | ウォーレン・ベイティ                                           | 受賞       |
| ゴールデングローブ賞 | 助演女優賞                              | ダイアン・キャノン                                             | 受賞       |